# Bengt Gustavsson (journalist)
Bengt Gustavsson, född 1946, var chefredaktör för Hänt Extra. Tidigare har han varit chefredaktör för Hänt i Veckan.